# Тургайское море
Турга́йское море или Тургайский пролив (также известно как Западно-Сибирское море) — гидрографический объект, который был крупным солёным мелководьем (эпиконтинентальное море) в мезозойскую и кайнозойскую эры. Он простирался на север от нынешнего Каспийского моря в сторону Палеоарктического региона и просуществовал со среднего юрского периода до олигоцена (примерно, 160—29 млн лет тому назад).
Тургайское море не было цельным на протяжении всего времени своего существования, однако оно представляло собой устойчивую формацию данного региона. Оно «разделяло Южную Европу и Переднюю Азию на множество крупных островов и отделяло Европу от Азии».
Разделение Евразийского континента Тургайским морем способствовало изоляции популяций животных. Возможно, самым известным динозавром, который был ограничен в ареале нынешней Азии и запада Северной Америки, был цератопс, живший в Меловой период. Существование Тургайского моря также ограничивало местообитания пресноводных рыб и земноводных.
Название моря происходит от названия реки, протекающей в Казахстане, — Тургай.